# Ship Arriving Too Late to Save a Drowning Witch
Ship Arriving Too Late to Save a Drowning Witch — альбом Френка Заппи, випущений в травні 1982 і в цифровій версії — в 1991 році. Містить 5 композицій Френка Заппи і одну пісню, «Valley Girl», в співавторстві з донькою, яка читає монолог, в якому глузує над своїми подругами.

## Список пісень

### Сторона 1
1. «No Not Now» — 5:50
2. «Valley Girl» — 4:49
3. «I Come from Nowhere»- 6:13

### Сторона 2
1. «Drowning Witch» — 12:03
2. «Envelopes» — 2:46
3. «Teen-Age Prostitute» — 2:43

## Хіт-паради

### Альбом
Billboard (США)
| Рік  | Хіт-парад  | Позиція |
| ---- | ---------- | ------- |
| 1982 | Pop Albums | 23      |

### Сингли
| Пісня         | Хіт-парад       | Позиція |
| ------------- | --------------- | ------- |
| «Valley Girl» | Mainstream Rock | 12      |
| «Valley Girl» | Pop Singles     | 32      |